# Кубок Ліхтенштейну з футболу 2000—2001
Кубок Ліхтенштейну з футболу 2000—2001 — 56-й розіграш кубкового футбольного турніру в Ліхтенштейні. Титул здобув Вадуц.

## Календар
| Раунд        | Дата                       | Матчі | Клуби  |
| ------------ | -------------------------- | ----- | ------ |
| Перший раунд | 17 - 18 жовтня 2000        | 8     | 14 → 8 |
| 1/4 фіналу   | 7 - 8 листопада 2000       | 4     | 8 → 4  |
| 1/2 фіналу   | 14 березня - 3 квітня 2001 | 2     | 4 → 2  |
| Фінал        | 9 травня 2001              | 1     | 2 → 1  |

## Перший раунд
| Команда 1      | Рахунок | Команда 2   |
| -------------- | ------- | ----------- |
| 17 жовтня 2000 |         |             |
| Вадуц III      | 0–3     | Ешен-Маурен |
| Трізен II      | 3–8     | Шан         |
| Бальцерс II    | 1–2     | Шан II      |
| Трізенберг II  | 3–4 дч  | Руггелль II |
| 18 жовтня 2000 |         |             |
| Трізен         | 1–0     | Вадуц-2     |
| Ешен-Маурен II | 0–6     | Бальцерс    |
| Трізенберг     | 0–3     | Руггелль    |

## 1/4 фіналу
| Команда 1        | Рахунок | Команда 2   |
| ---------------- | ------- | ----------- |
| 7 листопада 2000 |         |             |
| Шан II           | 1–9     | Ешен-Маурен |
| Руггелль II      | 1–13    | Вадуц       |
| 8 листопада 2000 |         |             |
| Трізен           | 2–0     | Бальцерс    |
| Шан              | 1–4     | Руггелль    |

## 1/2 фіналу
| Команда 1       | Рахунок | Команда 2   |
| --------------- | ------- | ----------- |
| 14 березня 2001 |         |             |
| Трізен          | 0–4     | Вадуц       |
| 3 квітня 2001   |         |             |
| Руггелль        | 1–0     | Ешен-Маурен |

## Фінал
| 9 травня 2001 |

| Вадуц                                                                      | 9–0 | Руггелль |
| -------------------------------------------------------------------------- | --- | -------- |
| Вегманн 8' Слікис 22', 78' Ейчил 45', 55', 66' Д. Польверіно 52', 64', 88' |     |          |

| Райнпарк, Вадуц Глядачів: 911 |